# Фридрих Ернст фон Золмс-Лаубах
Фридрих Ернст фон Золмс-Лаубах (на немски: Friedrich Ernst zu Solms-Laubach; * 26 март 1671, Вилденфелс; † 26 януари 1723, Лаубах) е граф на Золмс-Лаубах, имперски дворцов съветник (1693), евангелийски президент на имперския камера-съд (1699 – 1723) и имперски таен съветник (1700).

## Произход
Той е вторият син на граф Йохан Фридрих фон Золмс-Лаубах-Барут и Вилденфелс (1625 – 1696) и съпругата му графиня Бенигна фон Промниц (1648 – 1702), дъщеря на граф Зигмунд Зайфрид фон Промниц (1595 – 1654) и втората му съпруга графиня Катарина Елизабет фон Шьонбург-Лихтенщайн (1625 – 1656). Брат е на Йохан Зигмунд фон Золмс-Лаубах (1668 – 1678), Карл Ото (1673 – 1743), граф на Золмс-Лаубах-Утфе и Текленбург, и Ото Хайнрих Вилхелм (1675 – 1741), граф на Золмс-Вилденфелс.

## Фамилия
Фридрих Ернст се жени на 8 декември 1709 г. в Гедерн за графиня Фридерика Шарлота фон Щолберг-Гедерн (* 3 април 1686, Гедерн; † 10 януари 1739, Лаубах), дъщеря на граф Лудвиг Кристиан фон Щолберг-Гедерн (1652 – 1710) и херцогиня Христина фон Мекленбург-Гюстров (1663 – 1749). Те имат децата:
- Фридерика Ернестина (1710 – 1711)
- Фридрих Магнус (1711 – 1738)
- Карл Леополд (1713 – 1713)
- Христиан Август (1714 – 1784), женен I. 1738 г. за принцеса Елизабет Амалия Фридерика фон Изенбург (1720 – 1748), II. 1751 г. за принцеса Каролина Амалия Адолфина фон Насау-Зиген (1715 – 1752), III. 1753 г. за Доротея Вилхелмина Бьотихер (1725 – 1754)
- Адолф Хайнрих (1715 – 1715)
- Лудвиг Карл (1716 – 1716)
- Магдалена Христина Бенигна (1717 – 1738)
- Фердинанд Ото (1718 – 1719)
- Луиза Шарлота (1720 – 1723)
- Мария София Вилхелмина (1721 – 1793), омъжена на 8 април 1741 г. в Лаубах за херцог Карл Христиан Ердман фон Вюртемберг-Оелс (1716 – 1792)
- Йохан Куно (1722 – 1722), близнак
- Карл Франц (1722 – 1722), близнак
- Карл Хайнрих (1723 – 1723)